# Gottfried Kinkel
Gottfried Kinkel (teljes nevén Johann Gottfried Kinkel; (Oberkassel, Bonn mellett, 1815. augusztus 11. – Zürich, 1882. november 13.) német író, költő, művészettörténész.

## Életpályája
Pietisztikus hatások alatt nevelkedett fel. Bonnban járt egyetemre, ahol egyháztörténetet tanult.  1837-ben hosszabb utazást tett külföldön.
megismerkedett Freiligrattal, Limbockkal, valamint későbbi nejével, Johanna Mockellel, akinek világos, képzeletben gazdag szelleme nagy hatással volt rá. Ő adta az első impulzust a Maikäferbundra, valamint a bájos költői elbeszélésre: Otto der Schütz, eine rheinische Erzählung in 12 Abenteuern-ra (Stuttgart 1846-81, 56. kiad.). Kinkel 1840-ben Kölnben prédikátorrá lett az evangélikus községnél, ahol nagy sikert ért el fényes beszédeivel. Az ortodoxiától eltért, különösen amikor feleségül vette az elvált katolikus Johanna Mockelt.  Ennek folytán Kinkel elvesztette az állását és a papokat is ellenségeivé tette. 
A teológiát elhagyva, a bonni egyetemen művészettörténészeti és költészeti előadásokat tartott. E közben adta ki verseskötetét (Stuttgart 1843, 7. kiad. 1872); Geschichte der bildenden Künste bei den christlichen Völkern (Bonn, 1845) és költői elbeszéléseit: Der Grobschmied von Antwerpen és Margaret.  Később meghívták a berlini egyetemre tanárnak, de a meghívást Männerlied című költeménye miatt visszavonták. 1848-ban politikailag volt tevékeny mint republikánus; részt vett a siegburgi ostromban (1849. május 10.), június 19-én elfogták, haditörvényszék elé állították és élethossziglani fogházra ítélték. Spandauból egy Carl Schurz nevű lelkes tanulóval együtt megszökött és Londonba, onnan Amerikába menekült. Hazatérése után  visszavonult a politikai tevékenységtől. 
Neje halála, 1858 után másodszor is megnősült. Újrakezdte művészettörténészi működését, és a költészetet sem hanyagolta el. Egy drámát írt: Nimrod (Hannover, 1857) címen. 1866-ban Zürichben az archeológia és a művészettörténet tanára lett.

## Művei
- Predigten über auserwählte Gleichnisse und Bildreden Christi, nebst Anhang einige Festpredigten. Köln 1842
- König Lothar von Lotharingien oder gekränktes Recht. Bonn 1842
- Gedichte. Stuttgart: Cotta 1843 (7. Auflage 1872)
- Die Ahr (1846) (Ausgabe 1858 als Digitalisat)
- Otto der Schütz. Eine rheinische Geschichte in zwölf Abenteuern. Stuttgart/Tübingen: Cotta 1846 (87. Aufl. Stuttgart/Tübingen: Cotta 1909)
- Vom Rhein. Leben, Kunst und Dichtung. Jahrgang 1847. Hrsg. von Gottfried Kinkel. Essen 1847.
- Erzählungen. Stuttgart/Tübingen: Cotta 1849 zusammen mit Johanna Kinkel. (3. Aufl. Stuttgart: Cotta 1883) Digitalisat der Ausgabe Stuttgart 1883
- König und Dichter. Stimmen der Zeit. Ein Kinkel-Album. Hrsg. Wilhelm Zimmermann. Stuttgart/Wildbad 1851
- Gedichte. Zweite Sammlung. Stuttgart: Cotta 1868
- Der Grobschmied von Antwerpen in sieben Historien. Stuttgart: Cotta 1872
- Mosaik zur Kunstgeschichte. Berlin: Oppenheim 1876
- Der Doktor Ypocras des deutschen Schauspiels in Wort und Bild. In: Bonner Jahrbücher. 60 (1877), S. 121–132.
- Tanagra. Idyll aus Griechenland. Braunschweig: Westermann 1883.
- Meine Kindheit. Eingeleitet und kommentiert von Hermann Rösch. Bonn 2015.
- Margret. In: Deutscher Novellenschatz. Hrsg. von Paul Heyse und Hermann Kurz. Bd. 4. 2. Aufl. Berlin, [1910], S. 199–262. In: Thomas Weitin (Hrsg.): Volldigitalisiertes Korpus. Der Deutsche Novellenschatz. Darmstadt/Konstanz, 2016.

## Emlékezete
1906-ban szülőhelyén, Oberkasselben (ma Bonn-Oberkassel) állítottak számára emlékművet, amelyen felesége, Johanna Kinkel medálja is látható. Az emlékmű bronzlemezeit 2022 májusában ellopták, azóta adománygyűjtés folyik egy példányhoz. A Bonn Városi Várostörténeti és Emlékművelődési Központja 2023 végén biztosította, hogy a paneleket 2024-ben kicserélik. Az egykori spandaui börtön helyének közelében, ahol 1850-ben bebörtönözték, a Kinkelstrasse viselte a nevét 1938-tól 2002-ig. A Carl-Schurz-Straße a közelben található. A Kinkelstrassét azonban újra korábbi nevén, Jüdenstrasse-nak hívják.

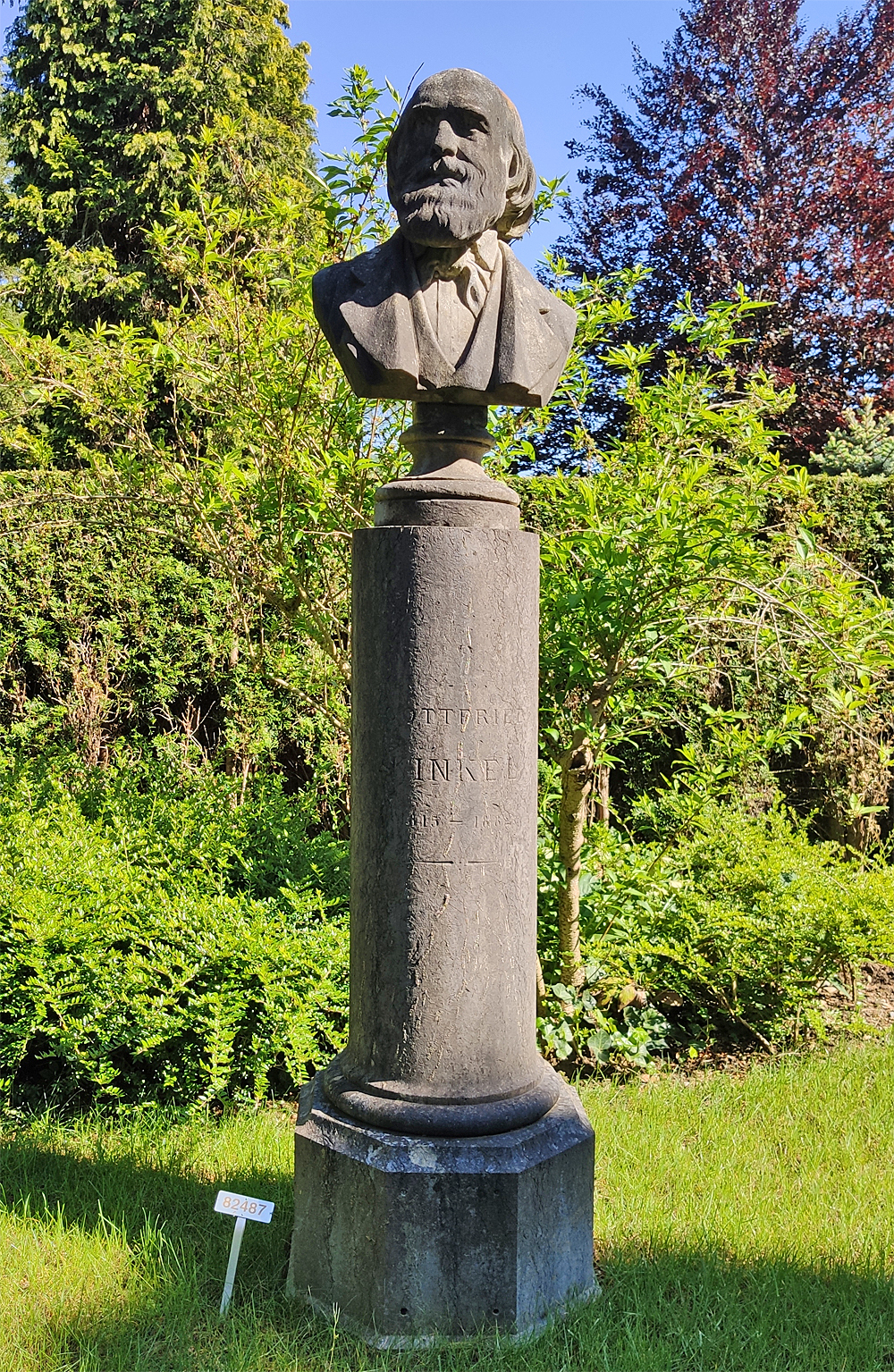
Síremléke
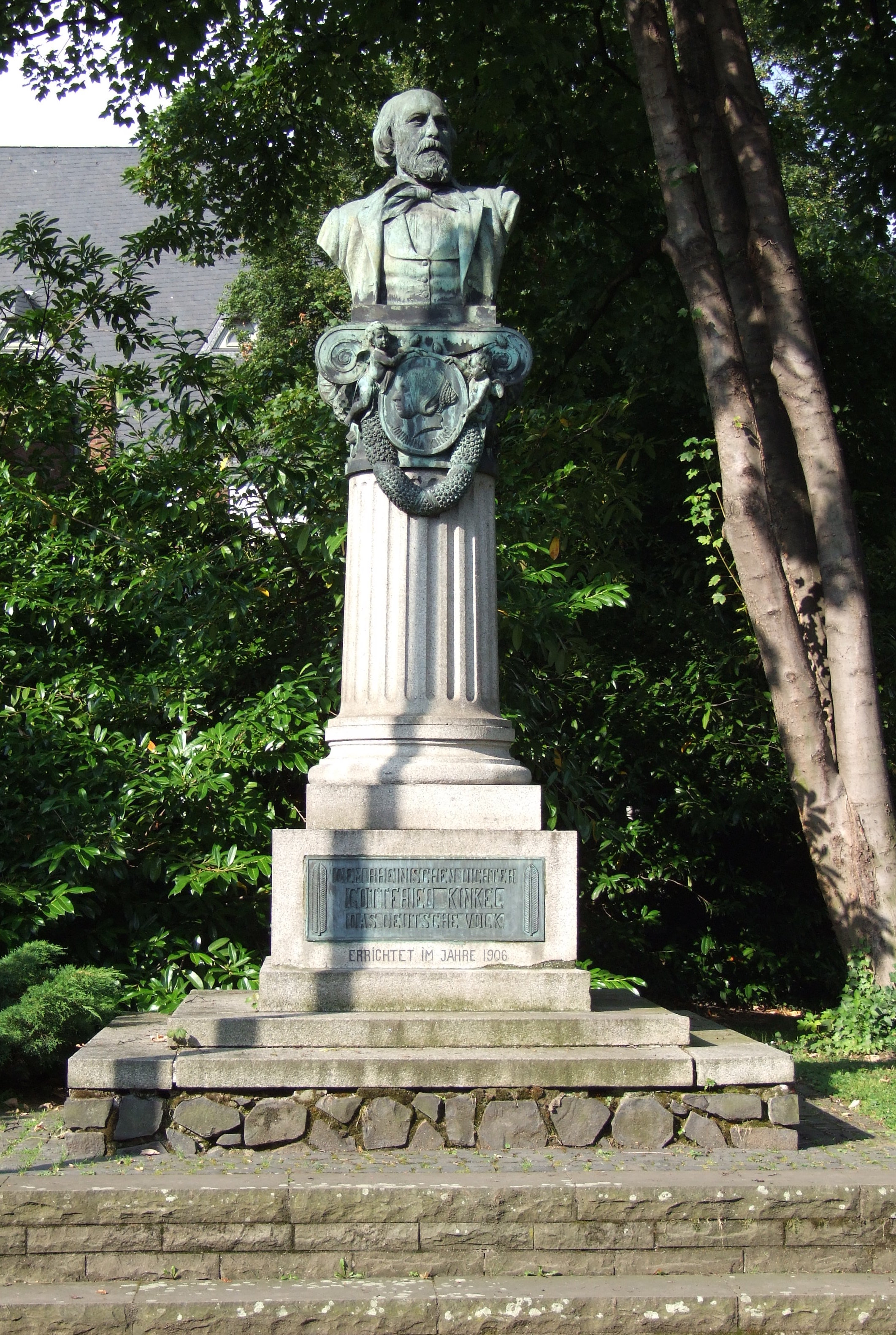
Emlékműve Oberkasselben
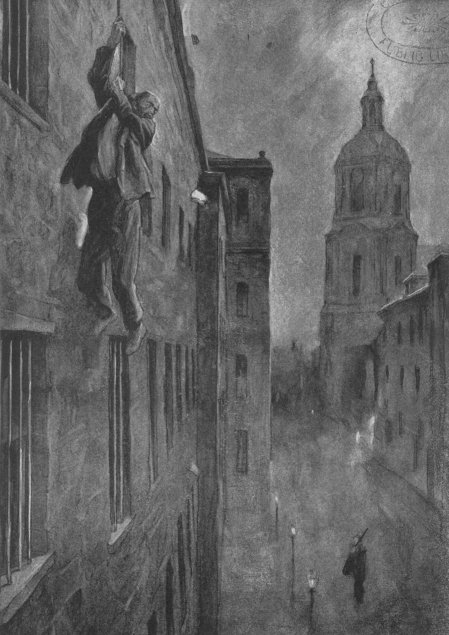
Rajz Kinkelnek a spandaui fogságból való szökéséről

## Fordítás
- Ez a szócikk részben vagy egészben  a   Gottfried Kinkel (Schriftsteller) című német Wikipédia-szócikk ezen változatának fordításán alapul.  Az eredeti cikk szerkesztőit annak laptörténete sorolja fel. Ez a jelzés csupán a megfogalmazás eredetét és a szerzői jogokat jelzi, nem szolgál a cikkben szereplő információk forrásmegjelöléseként.